# Kristýna Ječmenová
Kristýna Ječmenová (* 6. listopadu 1990, Ostrava) je česká modelka a účastnice soutěží krásy.

## Osobní život
Kristýna Ječmenová se narodila v Ostravě, kde také navštěvovala základní školu. Poté se přestěhovala s rodiči do Brna, kde základní školu dokončila. V letech 2006-2010 absolvovala Sportovní gymnázium Ludvíka Daňka v Brně. Od roku 2010 studovala na Právnické fakultě Masarykovy univerzity, v roce 2013 dokončila bakalářský obor Právo a finance, roku 2016 magisterský obor Veřejná správa. Zpočátku zároveň studovala i obory Anglický jazyk a Chemie na Pedagogické fakultě MU, ale po prvním semestru toto studium kvůli náročnosti všech zkoušek ukončila, jelikož polovinu zkouškového období strávila na soustředění v Mexiku v rámci České Miss 2011.

## Soutěže Miss
Kristýna Ječmenová se účastnila několika soutěží krásy. Na většině z nich se umístila na předních pozicích, například na:
- Česká Miss 2011 – finalistka [4]
- Miss Tourism Queen International 2011 – TOP 20 (19. místo), Miss Tourism of Europe[5]